# فیض‌الله انصاری
فیض‌الله انصاری (به تاجیکی: Файзулло Ансорӣ)‏ (۲۰ مارس ۱۹۳۱ - ۱۹۸۰) از نمایشنامه‌نویسان و شاعران تاجیکستان است.
نمایش‌نامه‌های او به فارسی تاجیکی و بیشتر در مورد موضوعات روز بود.

## زندگی
فیض‌الله انصاری در روستای نیقنات رایون کلخوزچیان (امروزه در بخش رودکی شهرستان پنجکنت استان سغد) به دنیا آمد.
وی تحصیلات ابتدایی خود را (تا کلاس هفتم) در شهر سمرقند و دورهٔ آموزشگاه را در پنجکنت به پایان رساند.
او در سال ۱۹۴۷ به استالین‌آباد (دوشنبه) رفت و در آن‌جا تحصیل در مؤسسهٔ آموزش و پرورش (انستیتوت پداگوگی) را در سال ۱۹۵۱ تمام کرد.
وی در این مؤسسه به عنوان شاعری جوان آغاز به سرودن شعر کرد و سروده‌های او در گاهنامه‌ها و روزنامه‌های جمهوری به چاپ رسید.
نخستین مجموعهٔ شعرهای او به نام «گلدسته دوستی» در سال ۱۹۵۶ میلادی در استالین‌آباد منتشر شد.

## آثار
- گلدسته دوستی (۱۹۵۶)
- ایام ما (مجموعهٔ اُچــِرک‌ها) (۱۹۵۸)
- امتحان (شعرها، ترجمه‌ها و پیس‌ها) (۱۹۶۱)
- تار الهام (لیریکه و درامای منظوم) (۱۹۶۳)
- بوتهٔ گل (۱۹۶۹)
- آیینهٔ دل (شعرها) (۱۹۷۳)
- زینه‌پایه (درامای منظوم عبارت از دو قسم و شش نمایش) (۱۹۷۶)
- تویی برپا نشد (سرود ترانه‌ها، داستان و منظومهٔ صحنوی) (۱۹۷۸)
- ثروت دل (۱۹۸۲)
- کتاب وطن (شعرها و داستان) (۱۹۹۰)
- آتش پنهان دل (۱۹۹۱)
- آفتاب بهار (منتخب آثار) (۲۰۰۶)